# Раміро Наварро
Раміро Наварро де Анда (ісп. Ramiro Navarro De Anda, нар. 25 березня 1943, Тепатітлан, Мексика — пом. 26 березня 2008, Мехіко, Мексика) — мексиканський футболіст, виступав на позиції нападника.

## Клубна кар'єра
Професіональну кар'єру розпочав у клубі «Оро» в Прімера Дивізіоні, де виступав у період з 1961 по 1966 рік. Разом з «Оро» став чемпіоном (1962/63) та віце-чемпіоном Мексики (1964/65). Потім переїхав до столиці, де спочатку підписав контракт з «Америкою» (у сезоні 1966/67 років став віце-чемпіоном Мексики), а потім — з «Некаксою». Мав постійні проблеми зі спортивною дисципліної.

## Кар'єра в збірній
У футболці національної збірної Мексики дебютував 12 березня 1965 року в кваліфікації чемпіонату світу проти США. У переможному (2:0) домашньому поєдинку на 57-й хвилині відзначився другим голом. Решту матчів провів у квітні 1965 року на Чемпіонату націй КОНКАКАФ проти Нідерландських Антил (5:0), Гаїті (3:0), Коста-Рики (1:1). Поїхав на чемпіонату світу 1966 року, де не зіграв жодного матчу.

## Досягнення
- Прімера Дивізіон Мексики
  -  Чемпіон (1): 1962/63

- Кубок Мексики
  -  Володар (1): 1962/63

- Переможець Чемпіонату націй КОНКАКАФ: 1965